# Puebla (stat)
 For alternative betydninger, se Puebla. (Se også artikler, som begynder med Puebla)
Den mexicanske delstat Puebla har grænser til Veracruz mod nord og øst, Hidalgo, Mexico (staten), Tlaxcala og Morelos mod vest og Guerrero og Oaxaca mod syd. Staten dækker et areal på 33.919 km². Terrænet er overvejende bjergrigt. I 2003 var det anslåede indbyggertal 5.377.800. Foruden hovedstaden af samme navn, Puebla, ligger blandt andre byerne Actlan, Atlixco, Chignahuapan, Cholula, Cuetzalan, Izucar og Teziutlan i staten. ISO 3166-2-koden er MX-PUE.
1. ↑  www.inegi.org.mx (fra Wikidata).